# Гельвіга Гольштейнська
Гельвіга Гольштейнська (нім. Helvig von Holstein, швед. Helvig av Holstein, . бл. 1257 р. Ітцего — між 1324 і 1326 рр. Вестманланд) — представниця гольштейнського феодального роду Шауенбург, в шлюбі — королева Швеції (1276—1290).

## Біографія
Гельвіга була дочкою Герхарда I (1232—1290), графа Гольштейн-Ітцехо і його дружини Єлизавети Мекленбурзької (пом. бл. 1280).
11 листопада 1276 року в Кальмарі Гедвіга вступила в шлюб зі шведським королем Магнусом I (1240—1290), коронованим роком раніше. Під час святкувань спалахнула сильна пожежа, яка знищила майже все місто.
29 липня 1281 року Гельвіга була офіційно коронована, ставши першою коронованою дружиною монарха в історії Швеції. У роки свого правління вона служила в Швеції зразковим прикладом королеви і матері, однак політично мало впливала на життя країни.
Після смерті чоловіка Гельвіга переселилася в маєток Довьо поблизу Мункторпа в Вестманланді, який було подаровано їй королем при вступі в шлюб. Королева прожила там довше, ніж всі її сини, що ворогували у боротьбі за владу в країні.
Померла в Довьо між березнем 1324 і лютим 1326 року. Похована в Стокгольмі в Ріддаргольменській церкви поруч з чоловіком та донькою Рікіцею.

## Родина
Чоловік — Магнус Гельвіг
Діти:
1. Ерік Магнуссон (1277—1279)
2. Інгеборга Магнусдоттер (1277/1279-1319), одружена з данським королем Еріком VI (1274—1319)
3. Біргер Магнуссон (1280—1321), король Швеції
4. Ерік Магнусон, герцог Седерманландський (1282—1318)
5. Вальдемар Магнуссон (бл. 1280—1318), герцог Фінляндський
6. Рікіца Магнусдоттер (1285/1287-1347/1348), абатиса монастиря св. Клари в Стокгольмі.